# Charassognathidae
Charassognathidae — вимерла родина базальних цинодонтів, відома з пізньої пермі Південної Африки та Замбії. Його назвав у 2016 році палеонтолог Крістіан Ф. Каммерер, який визначив його як усі таксони, більш тісно пов'язані з Charassognathus gracilis, ніж з Dvinia prima, Galesaurus planiceps або Procynosuchus delaharpeae. Родина включає роди Charassognathus, Abdalodon і Nshimbodon, причому останні два складають підродину Abdalodontinae.